# Weathering with You
Weathering with You (japansk: 天 気 の 子, Tenki no Ko, "Barn af vejret", er en japansk animeret romantisk fantasyfilm fra 2019 skrevet og instrueret af Makoto Shinkai. Historien foregår i Japan i en periode med usædvanligt regnvejr og fortæller historien om en gymnasiedreng, der løber hjemmefra til Tokyo og bliver ven med en forældreløs pige, der har evnen til at manipulere vejret.
Weathering with You blev frigivet i Japan den 19. juli 2019 og skulle have været frigivet i Danmark 12. marts 2020, men på grund af Coronaviruspandemien blev filmen først frigivet 28. maj 2020.